# Apodicrania
Apodicrania är ett släkte av tvåvingar. Apodicrania ingår i familjen puckelflugor.
Kladogram enligt Catalogue of Life:
| Apodicrania | \| \| Apodicrania molinai \| \| \| \| \| \| Apodicrania termitophila \| \| \| \| |
|             | \| \| Apodicrania molinai \| \| \| \| \| \| Apodicrania termitophila \| \| \| \| |
|             | Apodicrania molinai                                                              |
|             |                                                                                  |
|             | Apodicrania termitophila                                                         |
|             |                                                                                  |